# Ra (bóg)

Ra (Re) – w wierzeniach starożytnych Egipcjan bóg Słońca, stwórca świata i pan ładu we Wszechświecie. 
Czczony w starożytnym Egipcie, przedstawiany z dyskiem słonecznym i z głową sokoła bądź jastrzębia. Uważany był przez Egipcjan za najważniejszego z bogów i władcę ludzi. Jego symbolem był obelisk. Starożytni Egipcjanie wierzyli, że sam się stworzył z Praoceanu Nun. Jego dzieci to Horus zw. Starszym, Anubis, Maat, Bastet (albo żona czy siostra), Hathor, Sachmet, Thot, Szu, Tefnut. Prawnukami Re byli Izyda i Horus. Imię Ra występuje w wielu imionach egipskich, np. Ramzes oznacza zrodził go Ra. Wierzono, że Re ma aż 72 odmienne postaci (np. Chepri).
Utożsamiany był również z innymi bogami Egiptu:
- Amonem jako Amon-Re,
- Horachte jako Re-Horachte,
- Ozyrysem jako Ozyrys-Re[1].

Często zstępował do podziemi – świata umarłych, gdzie panował Ozyrys.

## Zarys postaci

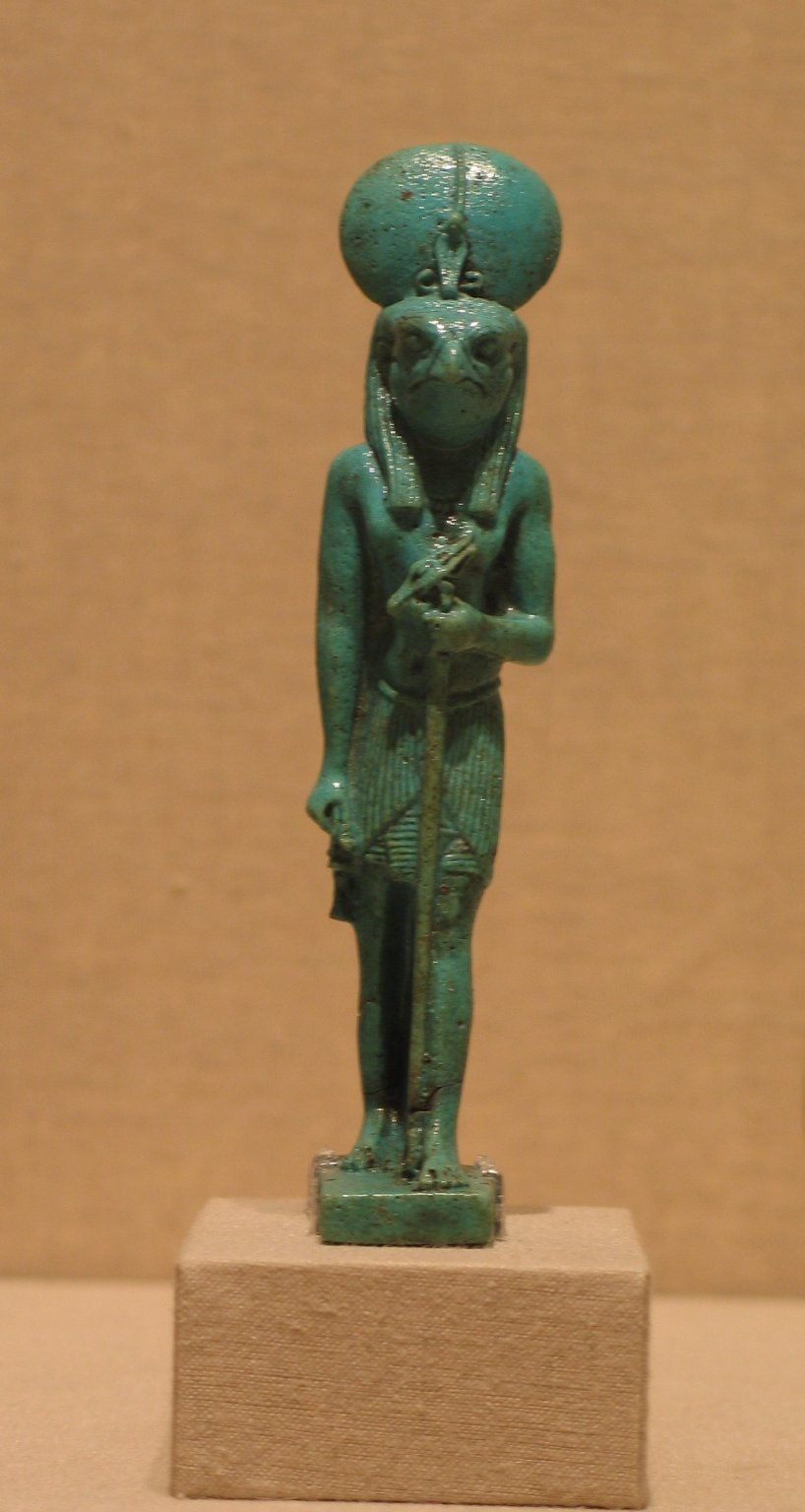
Fajansowa figurka Re-Horachte z IV/III wieku p.n.e.

### Wygląd
Czerwony (rzadziej żółty) dysk jest symbolem tarczy słonecznej. Widnieje on nad głową boga i jest otoczony kobrą – symbolem bogini Wadżet. W rękach zazwyczaj dzierży typowe atuty męskich bogów: laskę mocy – uas i symbol życia oraz płodności – anch. Najczęściej przedstawiany jest siedzący, na tronie – często dekorowanym różnokolorowymi piórami; rzadziej występuje stojący. Bóg jest albo od pasa w górę nagi, albo odziany w rodzaj koszulki z niebiesko-zielonych lub różnokolorowych piór – co wskazuje na niebiańską sferę jego poczynań. Wokół bioder ma obcisłą, białą spódniczkę z plisowaną, przeważnie żółtą połą (dolna część tej spódniczki) i przywiązanym z tyłu byczym ogonem – symbolem władzy królewskiej.

### Re na ziemi i niebie
Starożytni Egipcjanie wierzyli, że dawniej Ra panował na ziemi tak jak faraon w Egipcie i co dzień opuszczał swoją świątynię „Dom Benben” w Heliopolis, i wędrował przez 12 prowincji ziemi przez 12 godzin dnia. Jednak gdy zbliżał się do ludzi, spalał ich, co skłoniło Re do opuszczenia ziemi i wędrowania w dzień po niebie na Barce Milionów Lat.

### Metamorfozy boga
Ra jest sobą tylko w chwili, kiedy znajdzie się w zenicie. Gdy rano rodzi się z Nut, nazywa się Chepri i ma postać żuka – skarabeusza, toczącego kulkę gnoju. Jest to żywy obraz młodego boga zajętego „wytaczaniem” Słońca na szczyt jego biegu. Z kolei pod wieczór Ra wyraźnie się starzeje i zmienia się we wspartego na lasce starca – Atuma. W dziennych postaciach Re podróżuje przez niebo Barką Milionów Lat, natomiast po świecie podziemnym podróżuje drugą łodzią „Mesektet” jako mumia, Auf-Ra.
| r · a | N5 · Z1 | C2 |

| r · a | N5 · Z1 | C2 |

| N5 · Z1 | C2 |

| N5 · Z1 | C2 |

| C2 |

| C2 |

### Hipostazy boga
Specjalnie skomponowany na królewski użytek hymn do Ra, tzw. Litanię Słoneczną, wypisano w korytarzach wejściowych królewskich grobów XIX i XX dynastii w Dolinie Królów. Tekst ten wylicza aż 72 hipostazy (odmienne postacie) Słońca. Formy te pojawiają się często obok siebie jako winiety (ilustracje). Najczęściej mają postać zmumifikowanych istot z przeróżnymi symbolami zamiast głów. Ale są też takie, jak np. przywiązany przy kiju jeniec o imieniu Inkiju, czy też różne formy kocie, o wyraźnie dźwiękonaśladowczych nazwach: miua i miuti. Formy te zamieszkują w zaświatach i podczas swej podróży po nocnym niebie Ra wszystkie je odwiedza. Inne hymny do Słońca zdobią framugi kaplic, grobów osób prywatnych, przy czym pieśni do Słońca porannego zawsze wpisane są na ścianie, na którą rano padają promienie Słońca, a pieśni do Słońca zachodzącego zajmują ścianę przeciwległą.

## Świątynie
Najstarsze znane świątynie Re z czasów V dynastii znajdowały się w Abu Gurab opodal nekropoli w Gizie i Sakkarze, miało to zapewne związek ze znaczeniem Re w świecie umarłych (wskazują na to również „Teksty Piramid”). Dużo bardziej znanym miejscem kultu Re było Junu, zwane też On, co znaczy „Miasto Słupów”, albo greckie Heliopolis, co znaczy „Miasto słońca”. W panteonie heliopolitańskim Re był głównym bóstwem ukazywanym w trzech osobach: jako poranny Re – skarabeusz „Chepri”, dojrzały mąż „Re” i wieczorny Re – starzec „Atum”.